# 私の青空 八百津の森づくり
私の青空 八百津の森づくり（わたしのあおぞら やおつのもりづくり）とは、全日空グループで、2003年に着手した環境保全のための森づくり活動『私の青空』シリーズの第14番目として、岐阜県加茂郡八百津町「めい想の森」園地内を会場とし、森林間伐のボランティア活動を行うイベント。

## 運営
- 主催 全日空 大学生協東海地域センター
- 共催 岐阜県八百津町
- 後援 ZIP-FM

## 公式サイト
- 私の青空 八百津の森づくり